# Леки крайцери тип „Капитани Романи“
Капитани Романи (на италиански: Capitani Romani) са серия леки крайцери на италианския флот от времето на Втората световна война. Серията се проектира за океански скаути (на италиански: esploratori oceanici), но поради отпадането на класа на скаутите в италианските ВМС, от 5 май 1938 г., се класифицират като леки крайцери. Фактически са гранични кораби между крайцерите и големите лидери. Всички кораби от серията носят имена в чест на пълководци на Древния Рим. Всичко от проекта за флота са поръчани 12 единици, но през годините на войната в строй влизат само 3 кораба: „Атилио Реголо“ (на италиански: Attilio Regolo); „Сципионе Африкано“ (на италиански: Scipione Africano) и „Помпео Маньо“ (на италиански: Pompeo Magno). Още четири недостроени крайцера, намиращи се във висока степен на готовност, са потопени в хода на войната вече след капитулацията на Италия. Всички три влезли в строй крайцера оцеляват в хода на военните действия.
След края на Втората световна война „Атилио Реголо“ и „Сципионе Африкано“ са предадени на ВМС на Франция, където са преименувани на „Шаторено“ (на френски: Chateauerenault) и „Гишен“ (на френски: Guichen), там са радикално модернизирани и прекласифицирани на разрушители. „Помпео Маньо“ и извадения след потопяването му „Джулио Джерманико“ (на италиански: Guulio Germanico) остават в състава на новия италиански флот. Те също са преименувани на „Сан Джорджио“ (на италиански: San Giorgio) и „Сан Марко“ (на италиански: San Marco), преустроени са и са преведени в класа на разрушителите. Всички кораби активно се използват до началото на 1960-те години.

## История на създаването
Проектирането на леките крайцери от типа „Капитани Романи“ започва като италиански отговор на развитието на торпедно-артилерийските сили на Франция, която се разглежда от фашисткия режим на Мусолини като основен противник в борбата за господство над Средиземно море. В началото на 1930-те години френският флот се попълва с три серии контраминоносци от типовете „Гепард“, „Егл“, „Вокелен“, в процес на строеж са още по-мощните кораби от типовете „Ле Фантаск“ и „Могадор“. Тези бойни единици, традиционно именувани в рускоезичната литература лидери на есминците, фактически представляват особен подклас, предназначен за действия в еднородни съединения, но не за лидиране на есминци, а по скоро за тяхното унищожаване. Според плановете на френското военноморско командване те трябва частично да заменят леките крайцери. Отличителните черти на френските контраминоносци стават високата скорост и мощното въоръжение от 138-mm оръдия. На техния фон италианските скаути от типа „Навигатори“ изглеждат прекалено слаби, а крайцерите от типовете „„Алберто да Джусано““ и „Луиджи Кадорна“, на които са възлагани големи надежди, се оказват явно неудачни кораби.
През 1935 г., на основата на чертежите на най-новите разрушители от типа „Маестрале“, е подготвен проект за скаут с водоизместимост от 2800 тона. Но през 1935 г. Италия напада Етиопия и скоро превзема тази страна. Възникналата международна криза влошава отношенията на Италия с Великобритания и в числото на потенциалните противници попада и Британския кралски флот. В същото време зоната на действие на италианския флот се разширява и вече включва Червено море и Индийския океан. Взето е решение да се възложат на новите скаути воденето на разузнаване в океана, но за тази задача проектът за 2800-тонен кораб е прекалено малък. За това разработка е закрита, а създаденото до момента се използва от компанията OTO за проектирането на лидера „Ташкент“, построен от фирмата за ВМФ на СССР.
Новият проект за скаут от 3400 тона се разработва на основата на крайцерите от типа „Алберто да Джусано“. Работите се водят в „Комитет по проекти за кораби“ (на италиански: Comitato Progetti Navi) под ръководството на полковник И. Алфано и генерал Д. Пулиезе. Изначално се предполага строителство с широко използване на заваряване и леки сплави за намаляване на теглото. Новите скаути се предполага да се въоръжат с осем от най-новите 135-mm оръдия в сдвоени куполни установки, поставени в краищата линейно-терасовидно. ПВО на корабите трябва да се осигурява от шест разработвани 65-mm автоматични зенитни оръдия в единични установки и четири сдвоени 20-mm установки. Торпедното въоръжение включва два четиритръбни торпедни апарата. Скаутите трябва да носят хидросамолет, но хангар и катапулт не се предвиждат, предполага се излитане на самолета от вода. Набелязано е да се защитят с лека броня енергетичната установка и бойната рубка, а от скоростта се изисква да е на ниво 41 възела.
В процеса на последващото проектиране са внесени някои изменения. За икономия на тегло е решено да се откажат от хидросамолета, което не предизвиква голям протест на поръчителя, тъй като експлоатацията на самолет без катапулт е проблематична. Разработката на 65-mm автомати се проточва и е решено да се поставят вместо тях осем единични 37-mm автомата. Ведно с това се съхранява възможността за замяната им с 65-mm оръдия, когато те са готови. Също се отказват от бронирането на отсеците на енергетичната установка. Независимо от всички тези мерки, стандартната водоизместимост на проекта нараства с 10%.
Построяването на крайцерите от типа „Капитани Романи“ е включено в корабостроителната програма за 1935 – 1936 г., а окончателното решение за тяхното строителство е прието през 1937 г. Но поради финансови проблеми залагането на всичките 12 кораба става едва през 1939 г. на стапелите на шест италиански фирми. Броят на потребните единици се обяснява с желанието да се подсигури постоянно присъствие в Червено море на съединение от четири кораба, сменяни по ротация. Тъй като към 1938 г. класът на скаутите в италианския флот вече не съществува, „Капитани Романи“ вече се именуват леки крайцери. Следва да се отбележи, че представяйки новата си корабостроителна програма, италианското военноморско ръководство заявява, че проектната скорост на новите крайцери ще е 44 възела и даже утвърждава, че се планира достигането на изпитанията на скорост от 48 възела. Според мнението на съвременните военноморски историци, заявените показатели са съвършено нереални и те се обясняват с чисто пропагандни цели. Имената на корабите са в чест на пълководци от Древния Рим, което съответства на външнополитическите амбиции на фашистка Италия.

## Описание на конструкцията

### Корпус и архитектура
Корпусът на леките крайцери от типа „Капитани Романи“ е проектиран изхождайки от задачата за достигане на висока скорост при приемлива мореходност. Конструкторите избират за проекта гладкопалубен корпус с видимо издигане към форщевена. Форщевенът е почти прав в по-голямата си част, но в горната третина има чувствителен наклон напред от клиперен тип. Отдолу форщевенът има неголям бълб. Кърмата на крайцерите е широка и закръглена. За постигането на високата скорост формата на подводната част на корпуса е щателно преценена. Нейните обводи са добре обтекаеми и се отличават със значителна профилираност в носовата част. Надводната част в носа е голям развал на бордовете. Наборът на корпуса е по смесената схема. В средната част е по надлъжната схема, в оконечностите е по напречната. Всичко има 216 шпангоута с шпация от 0,65 m, но в краищата шпацията намалява до 0,57 m. Почти по цялата дължина на корпуса преминава двойно дъно, преминаващо в двоен борд.

### Въоръжение

#### Главен калибър
135-mm оръдия са разработени в отговор на появата на въоръжение на френските контраминоносци на 138-mm оръдия, в сравнение с които 120-mm оръдия на италианските разрушители и скаути изглеждат прекалено слаби. При разработката на тази артилерийска система италианските конструктори се отказват от ред съмнителни решения, присъщи за по-ранните артилерийски оръдия в италианския флот. В частност те не се стремят към постигането на пределно възможни балистически характеристики, което положително влияе на живучестта на новите оръдия. Освен това те се отказват и от практиката за поместването на оръдията в една оръдейна люлка, което способства за повишаването на кучността на стрелбата.
135-mm оръдия имат доста умерена начална скорост на снаряда, позволяваща съществено да се намали разсейването при стрелба и прегряването на стволовете. Всяко оръдие е поместено в собствена люлка и може да се навежда по целта във вертикалната плоскост поотделно. Разстоянието между осите на стволовете е 140 cm. За сравнение, 152-mm оръдия в куполните установки на ранните италиански леки крайцери имат разстояние между осите на стволовете едва 75 cm, което крайно отрицателно влияе на кучността на стрелбата. Средното разсейване на снарядите на 135-mm оръдия не надвишава 101 m на дистанция 17,5 km, което е много добър резултат. Високите характеристики на новата арт-система водят до това, че първи я получават модернизираните линкори от типа „Андреа Дория“.
Главният калибър на крайцерите от типа „Капитани Романи“ е поместен в четири двуоръдейни кули. Всяка кула тежи по 42 t и има брониране до 20 mm, което осигурява защита от картечен обстрел и до известна степен от осколки на снаряди. За всяка кула има отделен погреб за боеприпаси, оборудван със системи за бързо наводняване. С помощта на два вертикални електрически подемника снарядите и зарядите поступват от погребите в междинно отделение под кулата, а оттам се предават в кулата по наклонени подемници. Системата позволява да се качват по 36 снаряда и заряда в минута за всяка кула, в случай на използване на ръчна трансмисия скоростта на подаване на боеприпаси се снижава наполовина.

#### Лека зенитна артилерия
На крайцерите от типа „Капитани Романи“ като основно средство на близката ПВО са поставяни по осем 37-mm зенитни автомата Breda Mod.1939 в еднооръдейните установки R.M.1939. Оръдието се презарежда за сметка на отвод на дулните газове и има въздушно охлаждане на ствола, което снижава продължителността на допустимата стрелба в сравнение с оръдията, имащи водно охлаждане. Използва се противооткатен механизъм, намаляващ вибрациите и способстващ за повишаване на кучността на стрелбата. Подаването в автомата се осъществява от пълнители за по шест патрона, а теглото на унитарния патрон е 1,63 kg. Теоретичният темп на стрелба достига 200 изстрела/минута, но на практика необходимостта да се сменяват пълнителите го намаляват до 140 и/мин.
Установката R.M.1939 тежи 2 тона и осигурява ъгли на възвишение в пределите −10°/+90°. Установките нямат никаква бронева защита. Управлението на огъня е изключително локално. Боезапасът от 37-mm снаряди съставлява 12 000 за целия кораб. Според италианските стандарти автоматите Breda Mod.1939 се смятат за напълно удовлетворителни, особено за отразяване на атаките на нисколетящи торпедоносци.
| Артилерия крайцерите от типа „Капитани Романи“ | Артилерия крайцерите от типа „Капитани Романи“ | Артилерия крайцерите от типа „Капитани Романи“ | Артилерия крайцерите от типа „Капитани Романи“ | Артилерия крайцерите от типа „Капитани Романи“ |
| оръдие                                         | 135 mm/45 OTO/Ansaldo Mod. 1938                | 135 mm/45 OTO/Ansaldo Mod. 1938                | 37 mm/54 Breda Mod. 1939                       | 20 mm/70 Scotti Mod. 1941                      |
| ---------------------------------------------- | ---------------------------------------------- | ---------------------------------------------- | ---------------------------------------------- | ---------------------------------------------- |
| калибър, mm                                    | 135                                            | 135                                            | 37                                             | 20                                             |
| дължина на ствола, калибри                     | 45                                             | 45                                             | 54                                             | 70                                             |
| маса на оръдието, kg                           | 6010                                           | 6010                                           | 138                                            | 73                                             |
| практическа скорострелност, изстрела/минута    | 6                                              | 6                                              | 140                                            | 140                                            |
| ъгли на насочване                              | −7°/45°                                        | −7°/45°                                        | −10°/+90°                                      | −10°/+100°                                     |
| тегло на снаряда, kg                           | 32,7                                           | 32,7                                           | 0,823                                          | 0,134                                          |
| начална скорост, m/s                           | 825                                            | 825                                            | 800                                            | 840                                            |
| максимална далечина на стрелбата, m            | 19 600                                         | 19 600                                         | 7800                                           | 6100                                           |

#### Минно-торпедно въоръжение
Крайцерите от типа „Капитани Романи“ получават мощно торпедно въоръжение. То включва два четиритръбни торпедни апарата с оригинална конструкция. Торпедните тръби са поместени на апаратите по двуетажна схема, като долните тръби разстоянието между осите е по-голямо, отколкото на горните. Между тях се намира поста на наводчика. В италианския флот тази конструкция се нарича „четирилистна детелина“. Торпедната стрелба е възможна само при фиксирани ъгли на наводка – 60°, 90° и 120° по всеки борд. По-точното насочване трябва да се достигне с помощта на поставяне на жироскопи в торпедата. Както показва бойният опит при другите италиански кораби, това решение е трудно да се признае за ефективно. Неудачни се оказват и самите торпедни апарати, чиято надеждност е доста ниска.

### Енергетична установка
Бидейки най-новите кораби в италианския флот, крайцерите от типа „Капитани Романи“ получават надеждна и ефективна енергетична установка. Тя е двувална и се състои от две групи, разположени по ешелонната схема. Всяка група включва турбозъбчат агрегат (ТЗА) и два котела, като има и възможност да се включат котлите от едната група към ТЗА на другата. Носовата група върти десния вал, а кърмовата левият. Всеки ТЗА се състои от една турбина за високо налягане и две турбини ниско налягане. На пълна мощност турбината високо налягане дава 3140 оборота в минута, турбините ниско налягане – 2140 оборота в минута. На крайцерите „Помпео Маньо“ и „Отавиано Аугусто“ са поставени турбини система Parsons, а на останалите турбините са система Belluzzo.
Турбините се захранват с пара от водотръбни котли „Торникрофт“. Четири такива котела са поместени в изолирани отсеци, е групи по два. Всяка група котли работи за своя турбинен агрегат и има свой комин. Котлите работят при налягане от 29 kg/cm² и имат работна температура 320 °C. Освен основните има и два спомагателни котела, използвани при престой. Времето за привеждане на котлите в работно състояние от студено е 6 часа при обичайната процедура, 4 часа за спешно излизане в морето и 3 часа при чрезвичайни обстоятелства. Ако котлите са под пара, в нормални условия може да се даде ход след 3 часа, 2 часа за спешно излизане и след 1 час за изключителните случаи.
Винтовете са бронзови, трилопастни, с диаметър от 4,2 m. Общата маса на всеки винт е 12 t. Те се въртят със скорост 320 оборота в минута при пълна мощност, като десният винт се върти по часовниковата стрелка, а левият обратно на часовниковата стрелка. Руля полубалансиран, с площ от 15,72 m².

## Служба във Втората световна война
|                     | заложен                | спуснат            | влиза в строй    | съдба                                                                      |
| ------------------- | ---------------------- | ------------------ | ---------------- | -------------------------------------------------------------------------- |
| „Атилио Реголо“     | 28 септември 1939 г.   | 28 август 1940 г.  | 14 май 1942 г.   | изключен от списъците на флота на 26 юли 1948 г.                           |
| „Сципионе Африкано“ | 28 септември 1939 года | 12 януари 1941 г.  | 23 април 1943 г. | изключен от списъците на флота на 9 август 1948 г.                         |
| „Помпео Маньо“      | 23 септември 1939 г.   | 24 август 1941 г.  | 4 юли 1943 г.    | изключен от списъците на флота на 15 май 1950 г.                           |
| „Джулио Джерманико“ | 3 април 1939 г.        | 26 юли 1941 г.     | —                | изключен от списъците на флота на 27 февруари 1947 г.                      |
| „Отавиано Аугусто“  | 23 септември 1939 г.   | 28 април 1941 г.   | —                | потопен от американски бомбардировачи B-25 в Анкона 1 ноември 1943 г.      |
| „Улпио Траяно“      | 23 септември 1939 г.   | 30 ноември 1942 г. | —                | потопен от британски бойни плувци в Палермо на 3 януари 1943 г.            |
| „Кайо Марио“        | 28 септември 1939 г.   | 17 август 1941 г.  | —                | потъва в Специя през април 1945 г.                                         |
| „Корнелио Сила“     | 12 октомври 1939 г.    | 28 юни 1941 г.     | —                | потопен от американски бомбардировачи B-17 и B-24 в Генуа 24 юли 1944 г.   |
| „Клаудио Тиберио“   | 28 септември 1939 г.   | —                  | —                | разкомплектован на стапела между 24 декември 1941 г. и 18 февруари 1942 г. |
| „Паоло Емилио“      | 12 октомври 1939 г.    | —                  | —                | разкомплектован на стапела между 20 октомври 1941 г. и 10 февруари 1942 г. |
| „Клаудио Друзо“     | 27 септември 1939 г.   | —                  | —                | разкомплектован на стапела между 16 декември 1941 г. и 30 април 1942 г.    |
| „Випсанио Агрипа“   | 6 октомври 1939 г.     | —                  | —                | разкомплектован на стапела между 1 юли 1941 г. и 20 август 1942 г.         |

### „Атилио Реголо“
„Атилио Реголо“ е построен в Ливорно, корабостроителницата на Odero-Terni-Orlando. Влиза в строй на 14 май 1942 г., като приемни изпитания фактически не се провеждат във връзка със сложната военна ситуация. На първо време крайцерът не е привличан към бойни действия и се занимава с учебна подготовка. На 6 ноември 1942 г. „Атилио Реголо“ влиза в своя първи и последен боен поход. В състава на група разрушители той участва в минирането при нос Бон. След изпълнение на задачите, на 7 ноември 1942 г., е атакуван от британската подводница P-46 (на английски: Unruffled). В резултат на попадение на торпедо е откъсната носовата част на корпуса до оръдейните кули. Въпреки това „Атилио Реголо“ остава на вода и съхранява възможност да се движи. Независимо от това италианското командване предпочита да буксира повредения кораб под охраната на миноносци. В хода на буксировката друга британска подводница P-44 United се опитва на 8 ноември 1942 г. да атакува крайцера, но силите на ескорта успяват да отпъдят противника. На 9 ноември 1942 г. „Атилио Реголо“ е доведен в Палермо. На 11 ноември 1942 г. крайцерът, под охраната на разрушители, е изпратен за ремонт в Специя. В хода на ремонта „Атилио Реголо“ получава нова носова част от недостроения крайцер „Кайо Марио“ и отново влиза в строй на 4 септември 1943 г.
„Атилио Реголо“ е включен в състава на групата разрушители при линейните сили на флота и се базира в Специя. Към момента на излизането на Италия от Втората световна война крайцерът се намира в Специя. На 8 септември 1943 г. крайцерът в състава на главните сили на италианския флот се насочва за Малта, за да се предаде на съюзниците. След потопяването от немската авиация на линкора „Рома“ при бреговете на Сардиния „Атилио Реголо“ участва в спасяването на екипажа на линкора. Операцията отнема значително време и спасителният отряд губи връзка с главните сили. Поради неясната обстановка командирът на съединението капитан 1-ви ранг Д. Марини решава да отведе корабите към Балеарските острови. На 10 ноември 1943 г. „Атилио Реголо“ и три разрушителя пристигат в порт Маон на остров Менорка. След получаване на достоверни сведения за условията на примирието командирът на съединението решава да отведе корабите в Малта, но испанските власти отказват да го снабдят с гориво. На 11 септември 1943 г. италианските кораби в порт Маон са интернирани. Престоят им на Балеарските острови продължава до края на 1944 г., след което испанските власти разрешават на интернираните кораби да се присъединят към съюзниците. На 15 януари 1945 г. „Атилио Реголо“ напуска Маон. На 23 януари 1945 г. той е включен в 7-ма дивизия крайцери и до края на войната успява да извърши три транспортни рейса.
След края на войната „Атилио Реголо“ и два негови систършипа се намират в течение на три години в Специя. В съответствие с решенията на Парижкия договор през 1947 г., на 26 юли 1948 г. крайцерът е изключен от състава на италианския флот и получава номер R-4. На 1 август 1948 г. той е предаден в Тулон на френския флот.

### „Сципионе Африкано“
„Сципионе Африкано“ e строен в Ливорно от Odero-Terni-Orlando, влиза в строй на 23 април 1943 г. След преминаването на ускорен курс по бойна подготовка е включен в групата на разрушителите към линейните сили на флота. Базира се в Генуа и Специя. След десанта на съюзниците в Сицилия е решено да се изпрати в Таранто. В нощта на 17 юли 1943 г. крайцерът е атакуван в Месинския пролив от четири британски торпедни катера. Своевременно открил противника с помощта на радиолокатор, „Сципионе Африкано“ увеличава скоростта си и открива ефективен огън по атакуващите го от две страни катери. В резултат на това е потопен с целия си екипаж британският торпеден катер MTB-316, останалите са принудени да излязат от боя. Италианският кораб няма никакви повреди. Съгласно рапорта на командира, в хода на боя крайцерът развива скорост от 43 възела. В утрото на 17 юли 1943 г. „Сципионе Африкано“ пристига в Таранто.
През първата половина на август 1943 г. „Сципионе Африкано“ участва в четири минно-заградителни операции на флота в районите на Калабрия и Таранто. На 10 септември 1943 г. крайцерът съпровожда корвета „Байонет“, на който се намират кралят на Италия Виктор Емануил III и министър-председателят на Италия маршал Пиетро Бадолио. На 29 септември 1943 г. „Сципионе Африкано“ доставя Бадолио в Малта за преговори със съюзниците. Впоследствие крайцерът участва във войната на страната на съюзниците, изпълнявайки основно транспортни превози. След края на войната е преведен в Специя. На 9 август 1948 г. корабът е изключен от състава на италианския флот и на 15 август 1948 г. е предаден в Тулон на французите под номер S-7.

### „Помпео Маньо“
„Помпео Маньо“ влиза в строй на 4 юни 1943 г. и не успява да вземе участие в бойни действия. За три месеца пребиваване в състава на италианския кралски флот той успява само седем пъти да излезе в морето за бойна подготовка. На 9 – 10 септември 1943 г. крайцерът в състава на италианското съединение преминава в Малта, където се предава на съюзниците. Атаките на немската авиация в хода на прехода не причиняват на „Помпео Маньо“ ущърб. На 4 октомври 1943 г. крайцерът е преведен в Таранто и е включен в състава на 8-ма дивизия крайцери. На 2 февруари 1944 г. корабът е предаден в състава на 7-ма дивизия крайцери, в която той завършва войната. „Помпео Маньо“ в хода на войната се използва главно за транспортни превози в интерес на съюзниците.
След края на войната „Помпео Маньо“ се намира в Специя. Макар крайцерът да не влиза в числото на корабите, предназначени за предаване по репарации, на 1 май 1948 г. е изключен от състава на действащия флот и е преименуван на блокшив FV-1. На 15 юни 1949 г. завършва неговото разоръжаване, а на 15 май 1950 г. е официално изключен от списъците на флота.

### „Джулио Джерманико“
„Джулио Джерманико“ към момента на капитулацията на Италия се намира в 94% готовност и стои в Кастеламаре ди Стабия. Корабът е напълно въоръжен, окомплектован с екипаж, на него остава да се монтира само известно оборудване. На 9 септември 1943 г. немските войски предприемат опит да превземат италианските кораби в залива. Екипажът на крайцера открива огън и отразява атаката. Но в надежда да получат скоро помощ от съюзниците италианците не се опитват да изведат своите кораби в морето. На 11 септември 1943 г. немците повтарят атаката и след изразходване на боезапаса му „Джулио Джерманико“ е пленен. На 28 септември 1943 г. при отстъплението от града немците потопяват крайцера. На 27 февруари 1947 г. той официално е изключен от списъците на флота. През 1948 г. „Джулио Джерманико“ е изваден, като състоянието му е преценено за удовлетворително. За това корабът не е предаден за скрап, а прекласифициран в блокшив FV-2 с перспектива за ремонт.

### „Отавиано Аугусто“
„Отавиано Аугусто“ се строи в Анкона от корабостроителницата Cantieri Navali Riuniti del Adriatico. На 28 април 1941 г. крайцерът е спуснат на вода и се достроява на вода. Италианското командване разчита да го въведе в строй към края на 1943 г. и към 1 юли 1943 г. неговата готовност се оценява на 85%, като напълно е поставено неговото въоръжение. На 14 септември 1943 г. немските войски превземат Анкона и всички намиращи се там кораби. Но на 1 ноември 1943 г. градът и заливът са подложени на многобройните нападания на американски бомбардировачи B-25 от състава на 12-та и 15-та въздушни армии на ВВС на САЩ. „Отавиано Аугусто“ получава редица повреди и без да има на борда си екипаж бавно потъва при пирса. Официално крайцерът е изключен от състава на флота на 27 май 1947 г..

### „Улпио Траяно“
„Улпио Траяно“ се строи в Палермо от Cantieri Navali Riuniti. Той е спуснат на вода на 30 ноември 1942 г., последен от всички кораби на серията. В нощта на 3 януари 1943 г. в залива на Палермо проникват бойни плувци на британския флот. Екипажът на един от британските „чериоти“ успява да закрепи към дъното на недостроения крайцер заряд, който детонира на 3 януари 1943 в 7:58 сутринта. Взривът разцепва „Улпио Траяно“ на две части и той почти веднага потъва. Екипажът на „чериота“ не успява да се измъкне от залива и попада в плен. Официално крайцерът е изключен от състава на флота на 27 февруари 1947 г.

### „Кайо Марио“
„Кайо Марио“ се строи в Ливорно от Odero-Terni-Orlando. Крайцерът е спуснат на вода на 17 август 1941 г. но впоследствие работите по кораба са прекратени. Носовата част на „Кайо Марио“ се използва за ремонта на повредения „Атилио Реголо“, а корпусът на крайцера е отбуксиран в Специя и използван за въглищен склад. В началото на 1943 г. е взето решение да се дострои „Кайо Марио“ вместо загиналия в Палермо „Улпио Траяно“, но работите така и не започват. Впоследствие корпусът на кораба е пленен от немската армия. След освобождението на Анкона, през април 1945 г., е открит потопеният корпус на крайцера. По всичко личи, че кораба е потънал без чужда помощ. Официално „Кайо Марио“ е изключен от състава на флота на 23 май 1947 г.

### „Корнелио Сила“
„Корнелио Сила“ се строи в Генуа от Ansaldo и е спуснат на вода на 28 юни 1941 г. След излизането на Италия от войната крайцерът е превзет в Генуа от немските войски при готовност на корпуса от 84%. Но неговите механизми са предназначени за поставяне на строящия се самолетоносач „Аквила“. След нападение на американски тежки бомбардировачи над порта на Генуа на 24 юли 1944 г., корпусът на „Корнелио Сила“ получава сериозни повреди и скоро потъва. Официално крайцерът е изключен от състава на флота на 10 октомври 1947 г.

## Служба в следвоенния италиански флот

### Модернизация
В началото на 1950-те години италианците започват възстановяването на своя военноморски флот. На 1 март 1951 г. с указ на президента на Италия блокшивите FV-1 и FV-2, бивши „Помпео Маньо“ и „Джулио Джерманико“, са зачислени в състава на възродените ВМС на Италия с нови имена: „Сан Джорджо“ и „Сан Марко“. Двата кораба през 1953 г. са насочени за ремонт и модернизация. „Сан Джорджо“ в корабостроителница в Генуа, „Сан Марко“ в Кастеламаре де Стабия. Модернизацията на двата кораба завършва през 1955 г. – „Сан Джорджо“ през юни, „Сан Марко“ през декември. В хода на проведените работи са основно ремонтирани механизмите, преустроени са погребите, вътрешните помещения и надстройките, поставени са нови мачти, свалени са торпедните апарати, напълно е заменено артилерийското въоръжение и радиоелектронното оборудване.
Главен калибър на преустроените кораби стават американските 127-mm универсални оръдия Mk.12 в куполни установки Mk.38, широко използвани от ВМС на САЩ в годините на Втората световна война. Една такава двуоръдейна кула е поставена в носовата част на корабите, още две в кърмовата, по линейно-терасовидната схема. Леката зенитна артилерия също е сменена с американска. Сега „Сан Джорджо“ и „Сан Марко“ носят по 20 ствола 40-mm автоматични оръдия Bofors L60 в четири счетворени установки Mk.4 и две сдвоени установки Mk.1. Управлението на огъня на универсалната артилерия се осъществява от американски директор Mk.37, работещ с радар Mk.12/22. „Бофорсите“ получават пет италиански директора OG-1, впоследствие заменени с по-съвършените OG-2 с радар MLT-4. Освен това на корабите са поставени и американските радиолокатори SPS-6 за откриване на въздушни цели и SG-6B, работещ по надводните цели.
Чувствително е усилено противолодъчното въоръжение. Вместо предишната носова издигната кула на главния калибър е поставен тристволен реактивен противолодъчен бомбомет „Менон“ K-113. Това оръжие е разработено от италианската промишленост на базата на британския бомбомет „Лимбо“. Бомбометът се презарежда автоматично и може да стреля с 305-mm дълбочинни бомби с маса 160 kg на далечина от 400 до 900 метра. Бомбометът „Менон“ се допълва от четири бомбомета по бордовете и кърмови бомбохвъргач. Използването на противолодъчното оръжие се обезпечива от хидроакустичната станция SQS-11, американско производство.
След завръщането в строй корабите са класифицирани като разрушители (на италиански: Cacciatorpedeniere), но на 10 април 1957 г. те са прекласифицирани на лидери на есминци (на италиански: Cacciatorpedeniere Conduttori), неофициално тези кораби са наричани „суперразрушители“ (на италиански: Supercaccia). Независимо от проведената модернизация, италианското командване разглежда типа „Сан Джорджио“ като преходен. Фактически те съответстват по въоръжението си на типичния американски разрушител постройка от времената на Втората световна война и в епохата на реактивната авиация техните противовъздушни възможности се разглеждат като съвършено недостатъчни. Счита се, че тези кораби ще могат ефективно да използват своята артилерия само срещу неголеми морски цели, а също и за обстрел на крайбрежията.
| Водоизместимост, стандартна/пълна, t         | 3950/5600            |
| Енергетична установка, к.с.                  | 110 000              |
| Максимална скорост, възела                   | 39                   |
| Далечина на плаване, мили на скорост, възела | 4060 (16)            |
| Универсална артилерия                        | 3×2 – 127-mm/38      |
| Лека зенитна артилерия                       | 4×4 и 2×2 – 40-mm/56 |
| Бомбомети                                    | 1×3 – 305-mm         |
| Екипаж, души                                 | 410                  |

### „Сан Джорджо“
„Сан Джорджо“ отново влиза в строй на 1 юли 1955 г. и получава бордови тактически номер D562. В течение на последващите осем години корабът взема активно участие в бойната подготовка на италианския флот. Макар „Сан Джорджо“ рядко да напуска пределите на Средиземно море, понякога има и дълги океански походи. Така например, през 1957 г., корабът посещава САЩ, участвайки във военноморския парад в Норфолк на 12 юни 1957 г. В хода на това плаване той също спира в Ню Йорк и Гибралтар. През лятото на 1960 г. „Сан Джорджо“ прави поход около Европа, посещавайки Лисабон, Портсмут, Кил и Брест. През ноември 1962 г. и през февруари 1963 г. корабът участва в големите маневри на военноморските сили на НАТО.
На 1 юни 1963 „Сан Джорджо“ пристига в Специя за нова модернизация в местния военноморски арсенал. Корабът отново влиза в строй на 15 януари 1965 г. Впоследствие той се използва главно като учебен кораб, като рядко е привличан за учения и маневри на флота. Така например през зимата на 1969 г. „Сан Джорджо“ участва в големи маневри на флота, като даже на него държи своя флаг командващият ВМС на Италия вицеадмирал Д. Розели-Лоренцини. Като учебен кораб „Сан Джорджо“ има множество плавания с курсанти на борда, не само в акваторията на Средиземно море. Корабът нееднократно пресича океана, посещавайки САЩ и страни от Латинска Америка, един път плава и в Индийския океан, достигайки до Сингапур. През 1970-те години интензивността на използване на „Сан Джорджо“ се снижава, а през 1980 г. той е изключен от състава на флота и скоро е продаден за скрап.

### „Сан Марко“
„Сан Марко“ влиза в строй на 1 януари 1956 г. Той е включен в състава на 1-ва морска дивизия като флагмански кораб и се базира в Таранто. През 1957 г. корабът прави трансатлантически поход, в хода на който посещава Норфолк, Ню Йорк и Бермудските острови. В последващите години „Сан Марко“ активно участва в ученията и маневрите на италианския флот и военноморските сили на НАТО. В периода 1962 – 1963 г. той преминава ремонт в Специя, след което става флагман на 2-ра морска дивизия. През септември 1964 г. „Сан Марко“ представлява Италия на тържествата в чест Деня на независимостта на Малта. През 1966 г. корабът прави нов поход през Атлантика. Впоследствие „Сан Марко“ е изваден в резерва и практически не излиза в морето. На 31 май 1970 г. корабът е изключен от списъците на флота, а през 1971 г. е продаден за скрап.

## Служба в следвоенния френски флот

### Модернизация
През август 1948 г. френският флот получава като репарация според Парижкия договор от 1947 г. бившите италиански крайцери „Атилио Реголо“ и „Сципионе Африкано“. През есента на 1948 г. те са включени в състава на ВМС на Франция като леки крайцери, като „Атилио Реголо“ вече се нарича „Шаторено“, а „Сципионе Африкано“ – „Гишен“. В първите години на своето пребиваване в състава на френския флот тези кораби крайно рядко излизат в морето. Френските ВМС в първите следвоенни години са окомплектовани с крайно разнороден набор от кораби, както френска постройка, така и предадени от състава на флотите на САЩ, Великобритания, Германия и Италия. Командването на флота поставя задачата да се приведат всички новополучени кораби към единен стандарт.
В съответствие с тези планове „Шаторено“ и „Гишен“ са изключени от състава на действащия флот и през януари 1953 г. са поставени за ремонт и модернизация в корабостроителницата на Forges et Chantiers de la Mediterranee в Ла Сейн. Поставената задача е да се приведат характеристиките на бившите италиански кораби в съответствие с тези на най-новите френски разрушители тип „Сюркуф“. Планирано е пълната замяна на италианското въоръжение, радиоелектронното оборудване, преустройство на горните помещения и надстройките. Също е планиран и основен ремонт на механизмите.
Главният калибър на типа „Шаторено“ стават немските 105-mm универсални оръдия SK C/33 от времето на Втората световна война. Три сдвоени установки LC/37 са поставени вместо кули № 1, 3 и 4. Вместо кула № 2 се появява сдвоената установка ACAD с 57-mm зенитни автомати образец 1951 г., разработени от шведския концерн „Бофорс“ и произвеждани във Франция по лиценз. Още четири такива установки са поставени побордно на горната надстройка зад втория комин. Така италианските крайцери продължават службата си под чужд флаг като разрушители, макар според оригиналната френска класификация те да се числят към „бързоходните ескортни кораби“ (на френски: Escorteurs Rapides), а впоследствие към „ескадрените ескортни кораби“ (на френски: Escorteurs d’Escadre). На този клас се възлагат задачите за ПВО и ПЛО на съединенията на линкорите и самолетоносачите. По мнение на френските военноморски специалисти, модернизацията на бившите италиански кораби е неуспешна. Новото въоръжение е поставено твърде високо и това отрицателно се отнася към устойчивостта на разрушителите. В щормово време те имат големи проблеми и не могат да използват своята артилерия. Реалната им скорост пада до 34 възела. Условията за обитаемост на типа „Шаторено“ се оказват неудовлетворителни. Числеността на екипажа нараства, но всички новосъздадени обеми се заемат от новото оборудване.
| Водоизместимост, стандартна/пълна, t         | 3680/5500                    |
| Енергетическа установка, к.с.                | 110 000                      |
| Максимална скорост, възела                   | 39                           |
| Далечина на плаване, мили на скорост, възела | 3600 (18)                    |
| Универсална артилерия                        | 3×2 – 105-mm/65              |
| Лека зенитна артилерия                       | 5×2 – 57-mm/60 4×1 – 13,2-mm |
| Торпедно въоръжение                          | 4×3 – 550-mm ТА              |
| Екипаж, души                                 | 353                          |

### „Шаторено“
„Шаторено“ отново влиза в строй през 1954 г. и през март 1955 г. вече участва в големи военноморски маневри при бреговете на Алжир. На 9 април 1955 г. „Шаторено“ става флагман на 1-ва флотилия разрушители, базирана в Тулон. В периода 1955 – 1956 г. „Шаторено“ в състава на своята флотилия участва в цяла серия военноморски маневри на НАТО. На 21 май 1956 г., преминавайки през Гибралтарския пролив в състава на съединение, разрушителят таранира сухогруза „Тили“, плаващ под флага на Либерия. В стълкновението двата кораба получават сериозни повреди, но „Шаторено“ на свой ход достига до Оран, където преминава авариен ремонт.
През лятото на 1956 г. „Шаторено“ е изваден от бойния състав на флота за нова модернизация в Ла Сейн. От кораба е свалена кърмовата установка 105-mm оръдия и носовата двойка торпедни апарати. На тяхно място са оборудвани нови помещения за щаба и екипажа. Така „Шаторено“ става по-удобен като кораб за управление на съединения, но неговият боен потенциал се намалява, а устойчивостта не се подобрява.
След връщането в строй, през юни 1957 г., „Шаторено“ отново става флагман на 1-ва флотилия разрушители. Впоследствие той действа преимуществено в Средиземно море, участвайки във всички основни учения на френския флот и ВМС на НАТО. През април 1961 г. „Шаторено“ е пребазиран в Брест и става флагман на Леката дивизия вместо отписания „Гишен“. В течение на следващата година разрушителят прави значителен брой походи в Атлантика в състава на своето ново съединение и посещава Йорктаун, Ки Уест, Порт о Пренс, Дакар, Абиджан. Но на фона на новите кораби на следвоенния френски флот, „Шаторено“ вече изглежда остарял и на 13 септември 1962 г. той е изключен от бойния състав на флота. Известно време корабът служи като плаваща казарма в Лориан, но през 1969 г. е продаден за скрап.

### „Гишен“
„Гишен“ отново влиза в строй през 1954 г. През 1955 г. заедно с „Шаторено“ е включен в състава на 1-ва флотилия разрушители, базирана в Тулон. Корабът участва във всички учения на своето съединение, а през 1955 г. заедно с крайцера „Жорж Леги“ и разрушителя „Сюркуф“ посещава Дарданелите за участие в тържествата в чест на 40-годишнината от Дарданелската операция. След излизането от строй на „Шаторено“, „Гишен“ временно става флагман на 1-ва флотилия разрушители. През юли 1957 г. „Гишен“ е поставен за ремонт в Бизерта. Ремонтът завършва към края на 1958 г., след което разрушителят става флагман на Леката ескадра. В нейния състав „Гишен“ посещава Норвегия и Нидерландия, прави плаване около бреговете на Африка, нееднократно участва в ученията на френския флот в Средиземно море и Атлантическия океан.
След попълнението на ВМС на Франция с нови кораби следвоенна постройка, ценността на трофейните италиански кораби започва да изглежда съмнителна и на 1 април 1961 г. „Гишен“ е изваден в резерва. Поставен е на стоянка Брест. Впоследствие „Гишен“ е преведен в корабното гробище в Ландевен. Едва на 1 юни 1976 г. разрушителят е даден за скрап. Разкомплектоването на „Гишен“ завършва през 1979 г.

## Оценка на проекта
От техническа гледна точка проектът е изпълнен на високо ниво. Удачните обводи на подводната част в съчетание с мощната и надеждна силова установка позволяват на крайцерите от типа „Капитани Романи“ и в бойна обстановка да развиват скорост над 40 възела. Високият борд на гладкопалубния корпус осигурява добра мореходност. За разлика от много италиански кораби „капитаните“ имат и напълно прилична далечина на плаване. Главният калибър се отличава с надеждност и ефективност, оръдейните кули за удачно поставени, осигуряващи големи сектори на обстрел. Системата за управление на огъня е достатъчно съвършена за кораби с такава водоизместимост. Леката зенитна артилерия е многобройна според мерките на италианския флот, макар да е само с локално управление.
Сред чуждестранните им аналози може да се отделят само френските контраминоносци от типа „Могадор“, традиционно именувани като лидери. При равни характеристики на главния калибър и практически еднаква скорост на хода, френските кораби имат видимо по-малка водоизместимост. Но италианските кораби явно превъзхождат своите опоненти по характеристиките на системите за управление на огъня, далечината на ход и по мореходност, носят много повече зенитни автомати и могат да приемат солиден брой мини без намаляване на боеспособността.
Независимо от толкова високите бойни качества късите военни кариери на малобройните построени крайцери от типа „Капитани Романи“ трудно могат да се нарекат успешни. По мнение на съвременните западни специалисти, командването на Реджа Марина използва тези крайцери съвършено неправилно. Своите бойни свойства те могат ефективно да проявят в състава на бързоходните съединения, действащи при поддръжка на разрушителите и под съответното прикритие на тежки кораби. Атакувайки вражеските конвои те биха могли да повлияят на хода на морската война. Вероятно ефективно би било тяхното използване и за активни минирания. Вместо това италианските адмирали използват „капитаните“ в състава на ескортните съединения и за отбранителни минни заграждения, което не позволява да се използва техният потенциал. Впрочем почти същото може да каже и за другите класове бойни единици от италианския флот.
| Водоизместимост, стандартна/пълна, t         | 2997/4018                 | 3686/5334               |
| Енергетическа установка, к.с.                | 92 000                    | 110 000                 |
| Максимална скорост, възела                   | 42                        | 40                      |
| Далечина на плаване, мили на скорост, възела | 3000 (20) 2650 (24)       | 4411 (18) 3000 (25)     |
| Артилерия на главния калибър                 | 4×2 – 138,6-mm/50         | 4×2 – 135-mm/45         |
| Лека зенитна артилерия                       | 2×2 – 37-mm 2×2 – 13,2-mm | 8×1 – 37-mm 4×2 – 20-mm |
| Торпедно въоръжение                          | 2×3 и 2×2 – 550-mm ТА     | 2×4 – 533-mm ТА         |
| Брониране, mm                                | –                         | кули – 20, рубка – 15   |
| Екипаж, души                                 | 245                       | 418                     |